# Cal Ferrer (Santa Maria de Palautordera)
Cal Ferrer és una obra gòtica de Santa Maria de Palautordera (Vallès Oriental) protegida com a Bé Cultural d'Interès Local.

## Descripció
Casa entre parets mitgeres de planta baixa, pis de carener paral·lel a la façana i coberta de dues vessants de teula. A posteriori se li ha afegit un pis superior, però enretirat a nivell de façana. El ràfec és doble amb dents de serra. Els murs, que són de paredat, estan arrebossats i pintats. La façana conserva el portal principal, d'arc de mig punt adovellat, format per dovelles de mida mitjana i la finestra, en el pis superior, d'arc conopial amb l'interior lobulat i rosetes a la línia de les impostes.

## Història
Aquesta casa, juntament amb les que romanen a la mateixa plaça, foren del primer nucli urbà de Santa Maria de Palautordera, les quals s'erigiren al voltant de l'església. D'aquestes edificacions únicament es conserven poques restes i moltes d'elles en llocs diferents dels originals.